# Біла ніч для сліпого гінця
«Біла ніч для сліпого гінця» — радянський художній фільм 1989 року, знятий режисерами Едгаром Вірапяном і А. Худояном.

## Сюжет
Про віру та безвір'я, про незбагнення суті буття.

## У ролях
- Р. Жермон-Аракс — головна роль
- Артемій Айрапетян — епізод
- Л. Амірханян — епізод
- А. Бабаханян — епізод
- К. Бабаханян — епізод
- З. Вірапян — епізод
- Айкарам Григорян — епізод
- Рубен Карапетян — епізод
- В. Нікогосян — епізод
- Олександр Оганесян — епізод
- Сурен Оганесян — епізод
- Г. Паносян — епізод
- Айк Погосян — епізод
- Сурен Погосян — епізод
- Марія Симонян — епізод
- С. Согомонян — епізод
- Араїк Степанян — епізод
- Арам Шахбазян — епізод
- Сурен Шахбазян — епізод

## Знімальна група
- Режисер — Едгар Вірапян, А. Худоян
- Сценарист — Едгар Вірапян
- Оператор — Армен Хачатрян
- Художник — А. Мнацаканян